# روزی عقابی
روزی عقابی نام یک مجموعهٔ تلویزیونی ایرانی به کارگردانی سید محمدرضا مفیدی است که ۱۳۷۷ تهیه و ۱۳۷۸ از شبکه ۳ سیمای جمهوری اسلامی ایران پخش گردید.

## خلاصه داستان
یک اثر باستانی باارزش (استوانه کوروش) از موزه به سرقت می‌رود. کارآگاهانِ پلیس آگاهی ناجا درصدد پیدا کردن عاملانِ سرقت بر می‌آیند. از آن سو، یکی از سارقان، همدستان خود را فریب داده و …

## بازیگران و عوامل تولید

### بازیگران
- فرامرز صدیقی (در نقش جناب سرهنگ درخشان)
- ناصر آقایی (در نقش جمشید)
- حسین سحرخیز (در نقش بابک)
- پرستو گلستانی (در نقش لیدا همسر جمشید)
- محمد شیری (در نقش برق کار)
- ابراهیم آبادی (در نقش سلطانی)
- حمید دلشکیب (در نقش پدر زن بابک و پدر آذر)
- کامران فیوضات (در نقش عتیقه فروش)
- سیامک اشعریون (در نقش پدر لیدا)
- مسعود تکاور (در نقش امیر حسن زاده راهنمای موزه)
- علیرضا ریاحی (در نقش جناب سروان رستمی)
- روناک شمیم (در نقش فاطمه همسر امیر حسن زاده)
- نسرین نکیسا (در نقش آذر همسر بابک)
- رضا ایزدی
- طوطی سلیمی

### عوامل تولید
- کارگردان: سیدمحمدرضا مفیدی
- فیلمنامه: رحیم صادق‌الوعد
- مشاور فیلمنامه: علی ژکان
- تصویربرداران: مصطفی احمدیان، حمید احمدی، هوشنگ صالحی‌پور
- تدوین: علی ژکان
- موسیقی: سعید ذهنی
- تهیه‌کننده: سیمافیلم
- تعداد قسمت‌ها: 11قسمت
- محصول: سیمافیلم به سفارش شبکه ۳ سیمای جمهوری اسلامی ایران
- سال تولید و پخش: ۷۸-۱۳۷۷

## بازپخش
پس از ۲۱ سال، شبکه ای فیلم ۲ در اقدامی عجیب این سریال را در مهر ماه سال ۱۳۹۷ به جای پخش در سایت یوتیوب اپلود کرد.
این سریال از تاریخ ۷ مهر ۱۴۰۱ از شبکه تماشا بازپخش شد.